# Casiri (Tacna)
Casiri, también es conocido como Paugarani,[cita requerida] es un volcán de Perú. Tiene una altitud de 5 650 m. Constituye uno de las principales volcanes de la cordillera del Barroso, una prolongación de la cordillera Occidental de los Andes.  Se encuentra ubicado en el límite de las provincias de Tacna y Tarata, en el departamento de Tacna.